# Kettenstativ
Das Kettenstativ oder Schnurstativ (engl. chain tripod oder string tripod) ist ein improvisiertes Stativ. Es ist kein Stativ im eigentlichen Sinne. Stative dienen dem Aufstellen oder Abstützen von Geräten mit dem Ziel, das Gerät im Raum an einer bestimmten Stelle zu positionieren und zu halten.
Ein Kettenstativ ist eine am Gerät befestigte Kette (manchmal auch eine Schnur oder ein Drahtseil), die von der Geräteunterseite bis zum Boden reicht und mit einer geringen Länge auf dem Boden liegt. Nach Position des Gerätes in Arbeitshöhe wird mit einem Fuß auf die Kette getreten und das Gerät nach oben gezogen. Dadurch ergibt sich eine Stabilisierung in der Vertikalen. So ist das Kettenstativ mit einem Einbeinstativ vergleichbar und findet in der Fotografie seine vorrangige Verwendung.
Kettenstative lassen sich außerordentlich platzsparend verstauen, stellen aber hinsichtlich der Stabilisierung von Geräten und Fotoapparaten das wirkliche Minimum dar und sind deswegen nur in wenigen Situationen oder als Notbehelf gut zu gebrauchen.